# Impasse Poule
Impasse Poule är en återvändsgata i Quartier de Charonne i Paris tjugonde arrondissement. Gatan är uppkallad efter den markägare, på vars mark gatan anlades. Impasse Poule börjar vid Rue des Vignoles 24.

## Omgivningar
- Saint-Jean-Bosco
- Jardin Damia
- Jardin Casque-d'Or
- Place Marc-Bloch
- Impasse des Crins
- Impasse de Casteggio
- Impasse des Souhaits
- Impasse Rolleboise
- Impasse de Bergame
- Impasse de la Confiance
- Rue des Orteaux

## Bilder
| - Impasse Poule. - Gatuskylt. - Saint-Jean-Bosco. - Jardin Damia. |

## Kommunikationer
- Tunnelbana – linje  – Alexandre Dumas
- Tunnelbana – linje  – Buzenval
- Tunnelbana – linje  – Avron
- Busshållplats Vignoles – Paris bussnät

### Webbkällor
- ”Impasse Poule”. Mairie de Paris. https://web.archive.org/web/20160303182030/http://www.v2asp.paris.fr/commun/v2asp/v2/nomenclature_voies/Voieactu/7742.nom.htm. Läst 27 januari 2024.
- ”Impasse Poule (20ème arrondissement)”. Les rues de Paris. https://web.archive.org/web/20160409063403/http://www.parisrues.com/rues20/paris-20-impasse-poule.html. Läst 27 januari 2024.